# Łysica (Góry Świętokrzyskie)
Łysica (potocznie Góra Świętej Katarzyny) – najwyższy szczyt Gór Świętokrzyskich o wysokości 614 m n.p.m. Znajduje się w zachodniej części Łysogór, na południowy wschód od wsi Święta Katarzyna. Należy do Korony Gór Polski, jest jej najniższym szczytem. Znajduje się w obszarze ochrony ścisłej Świętokrzyskiego Parku Narodowego.
Góra ma dwa wierzchołki. Wschodni wierzchołek, nazywany Skałą Agaty lub Zamczyskiem, wznosi się na wysokość 614 m n.p.m. Jest to skalna grań (wychodnia kwarcytów) o długości około pół kilometra. Na nieznacznie niższym wierzchołku zachodnim (613 m n.p.m.) znajduje się replika pamiątkowego krzyża z 1930 r. oraz nieliczne pozostałości wieży triangulacyjnej. Z tego miejsca roztacza się ograniczony widok w kierunku północnym – na Górę Miejską i Psarską. Wierzchołki oddalone są od siebie o około 700 m.
Łysica zbudowana jest z kwarcytów i łupków kambryjskich. Od strony północnej i południowej szczyt otaczają gołoborza. Łysica jest całkowicie porośnięta lasem. W partiach szczytowych rośnie jodła, a poniżej las jodłowo-bukowy. Na stoku południowym, na wysokości ok. 590 m, położone jest niewielkie torfowisko. Na stoku północnym znajdują się liczne źródła strumieni. W partiach szczytowych gnieżdżą się orliki krzykliwe, krogulce i kobuzy.
Przez górę przechodzi Główny Szlak Świętokrzyski im. Edmunda Massalskiego z Gołoszyc do Kuźniaków.
Do roku 2018 uważano, iż najwyższy punkt to zachodni wierzchołek, na którym ustawiony jest krzyż, a jego wysokość to 612 metrów n.p.m. Pomiary z roku 2018 wykazały, iż wyższy jest jednak wierzchołek wschodni, Agata, który osiąga 613,96 m n.p.m.

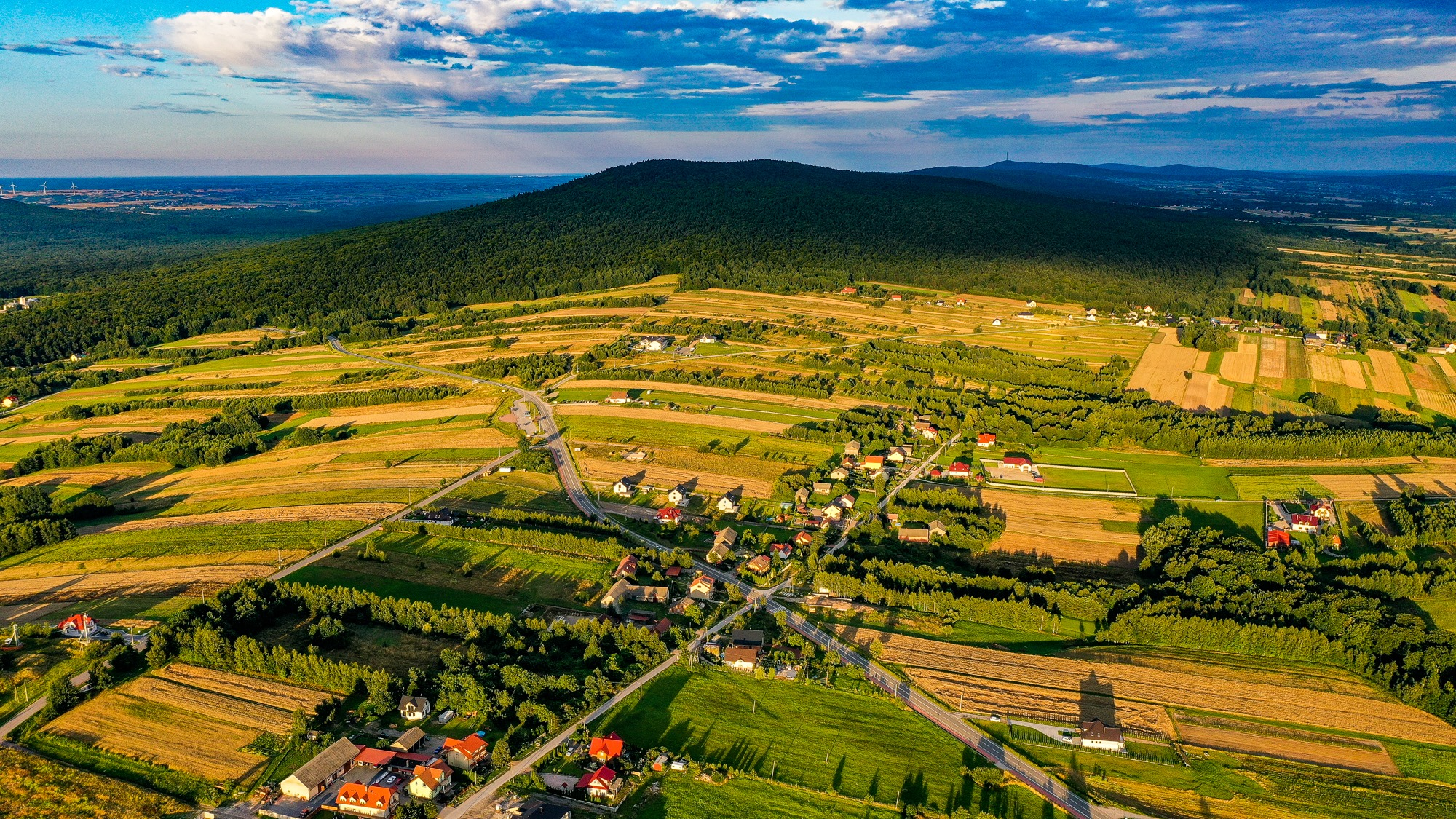
Łysica od zachodu
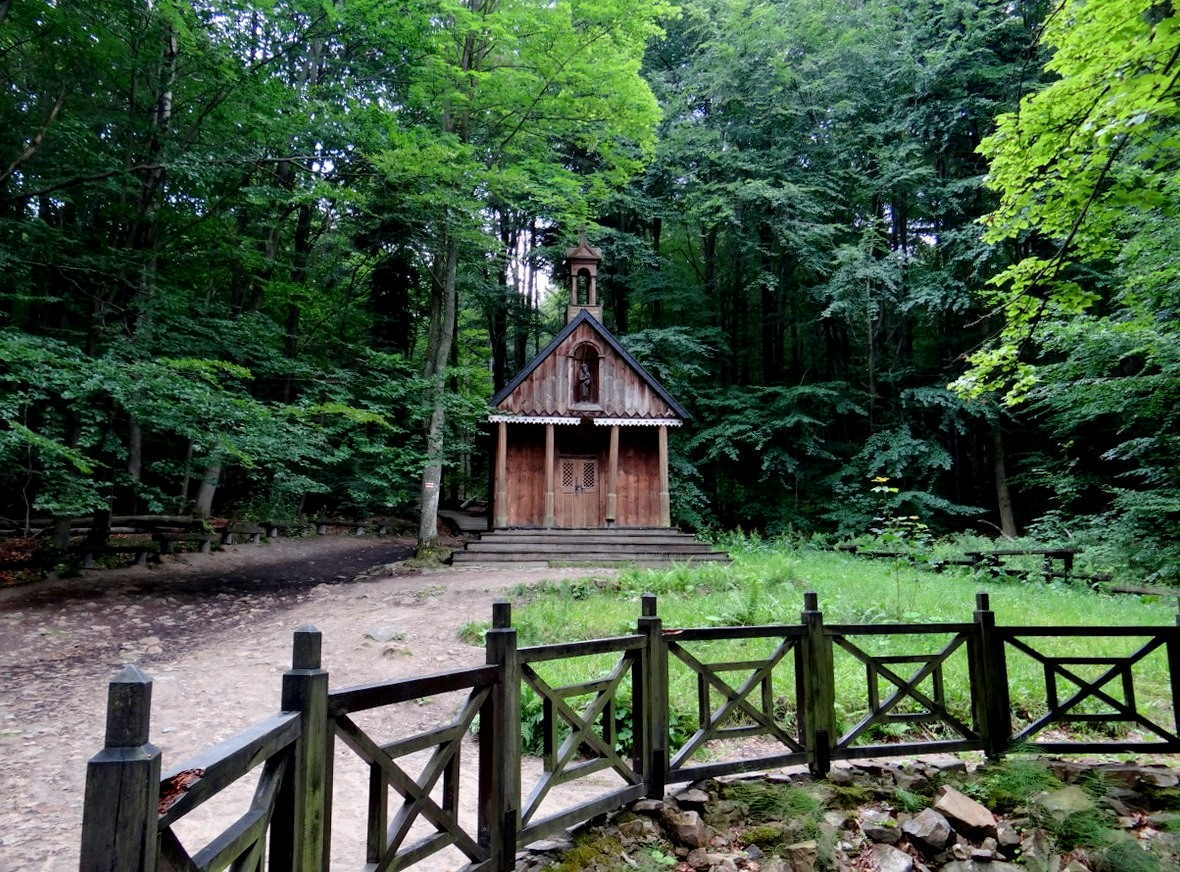
Kapliczka św. Franciszka
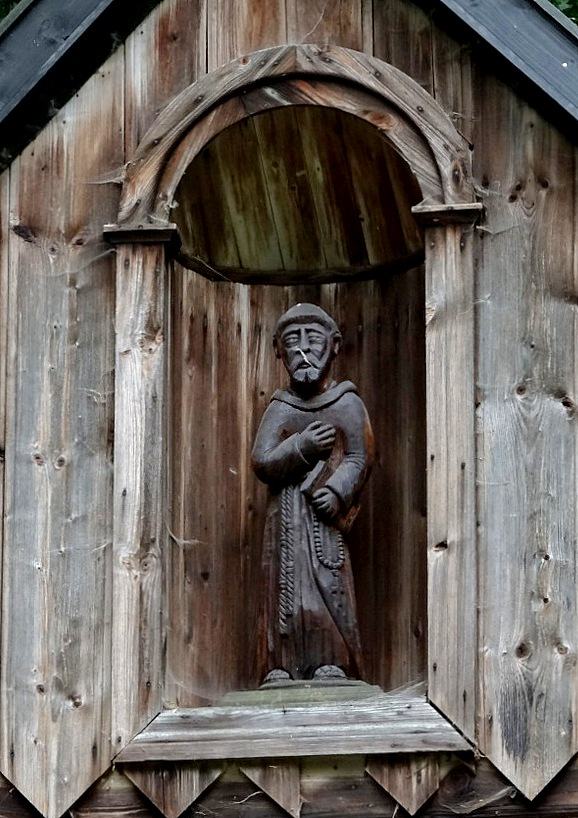
Figura św. Franciszka
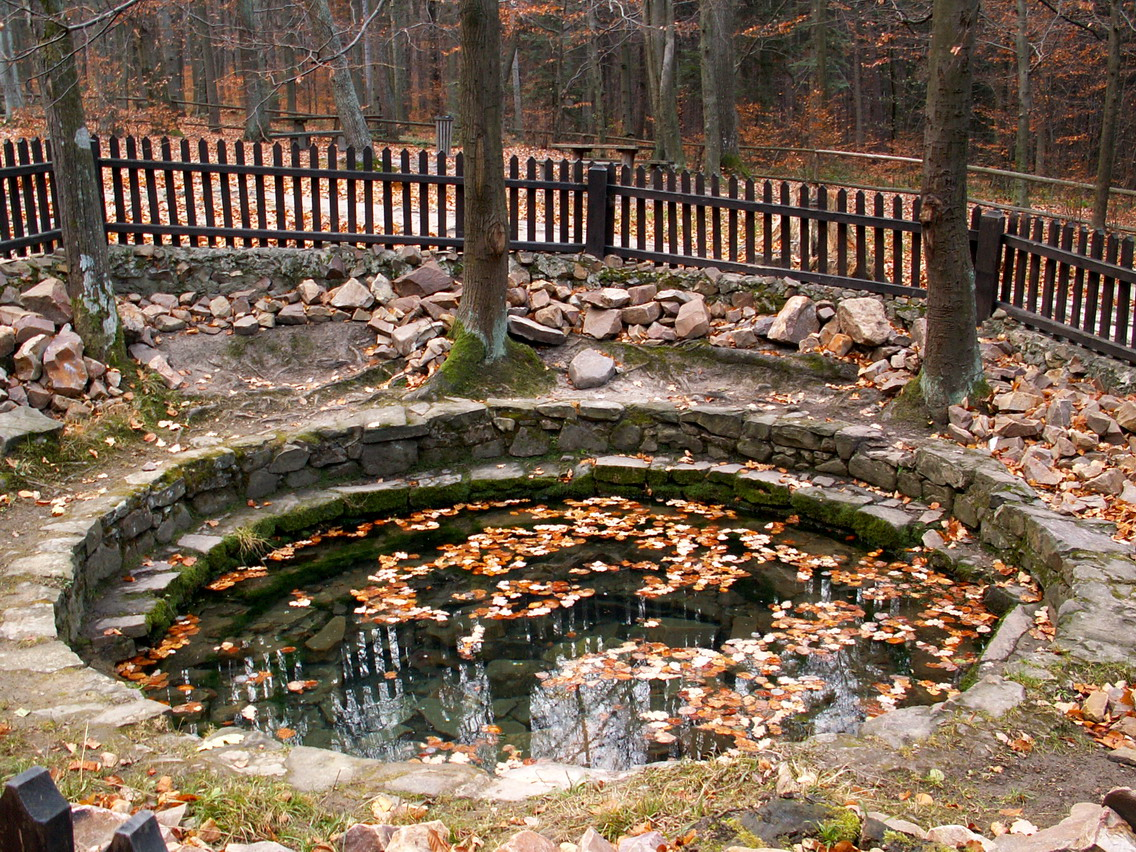
Źródełko św. Franciszka
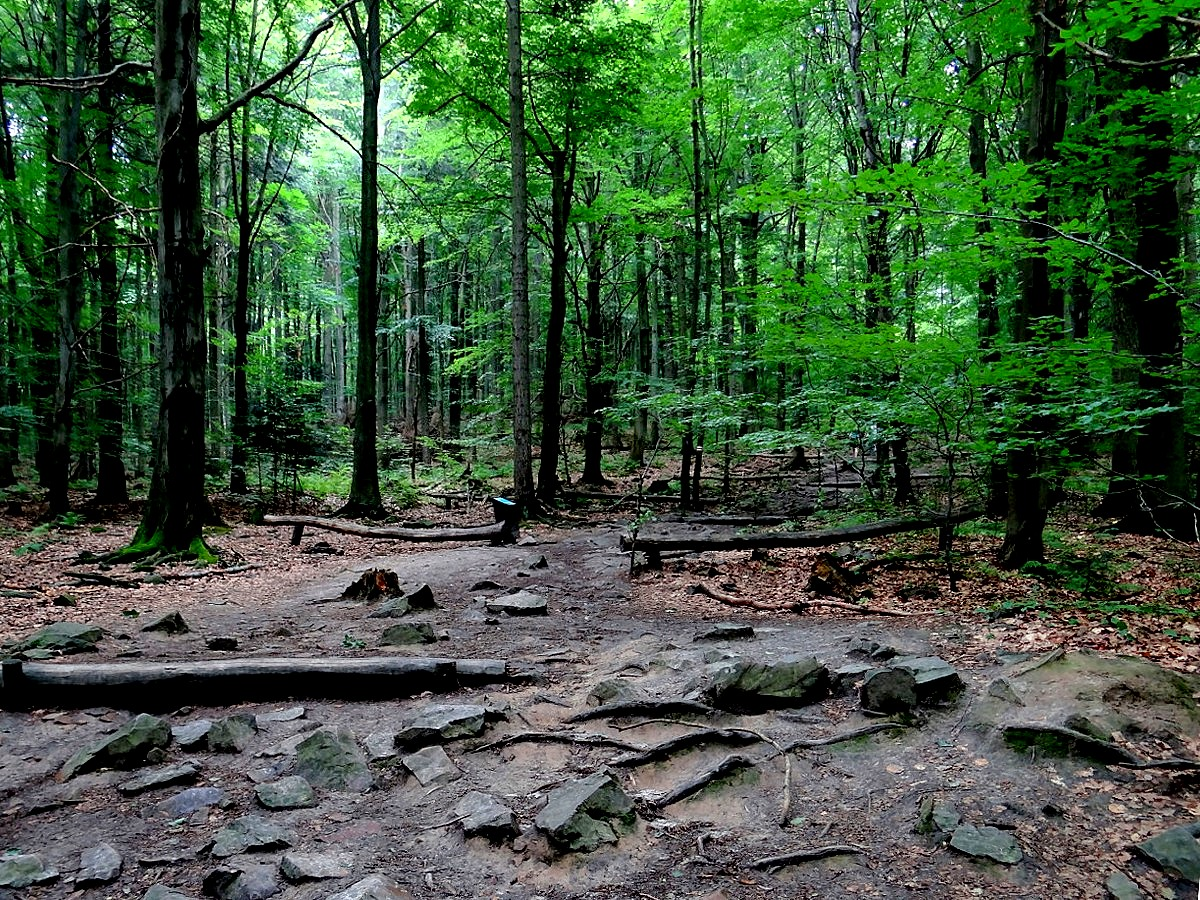
Szlak czerwony na Łysicę
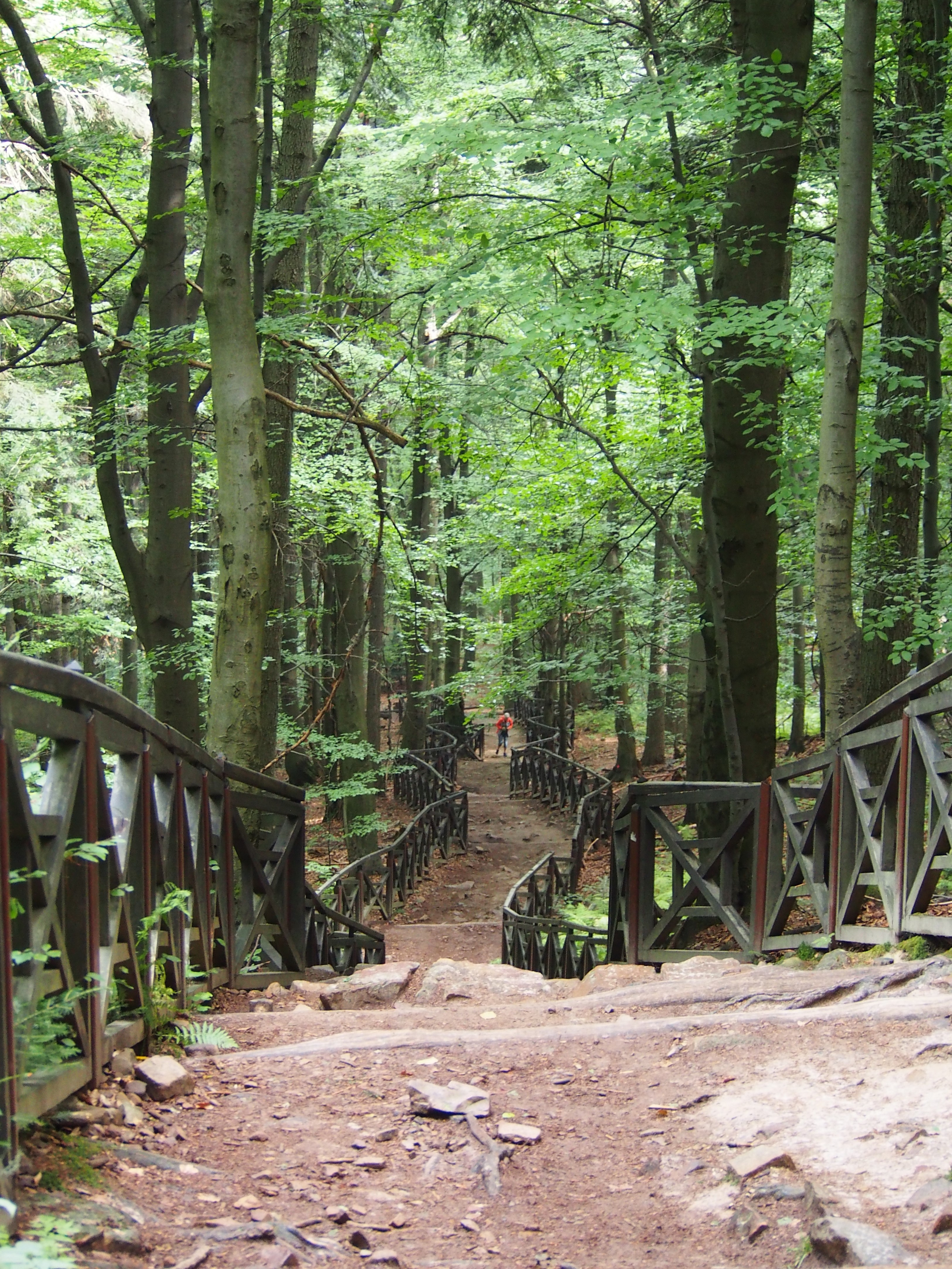
Szlak czerwony na Łysicę
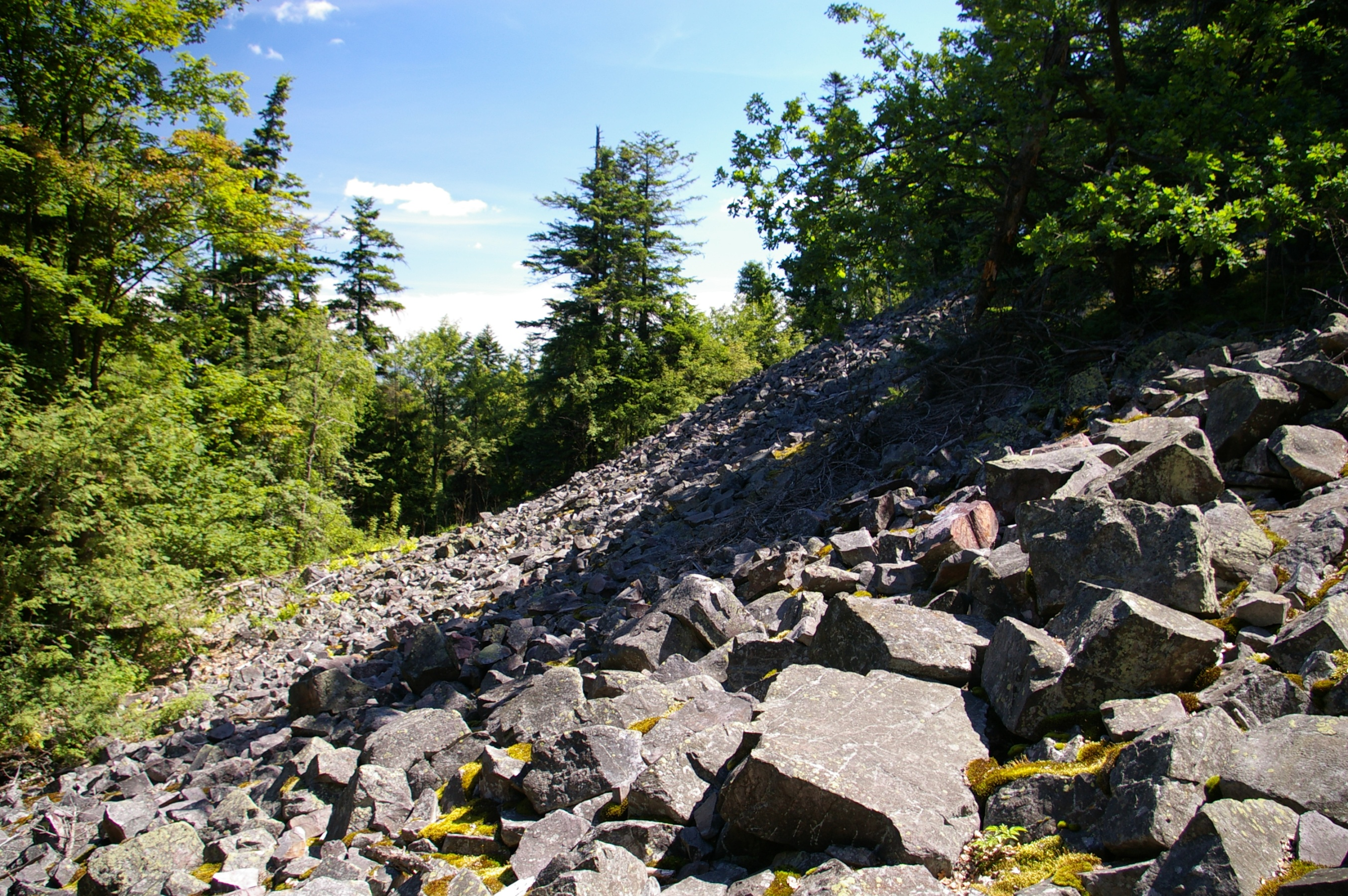
Gołoborze
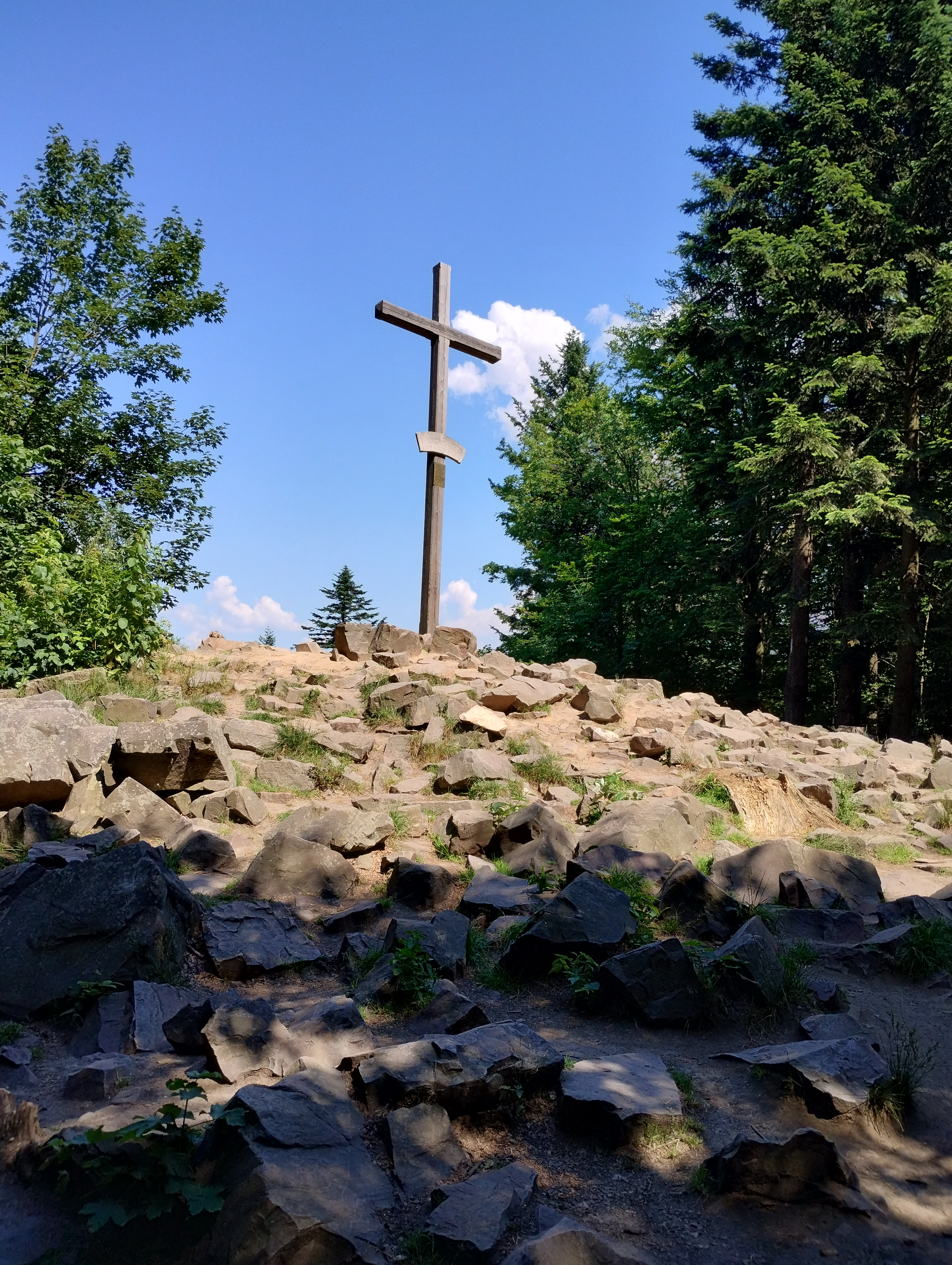
Krzyż na zachodnim, niższym wierzchołku Łysicy
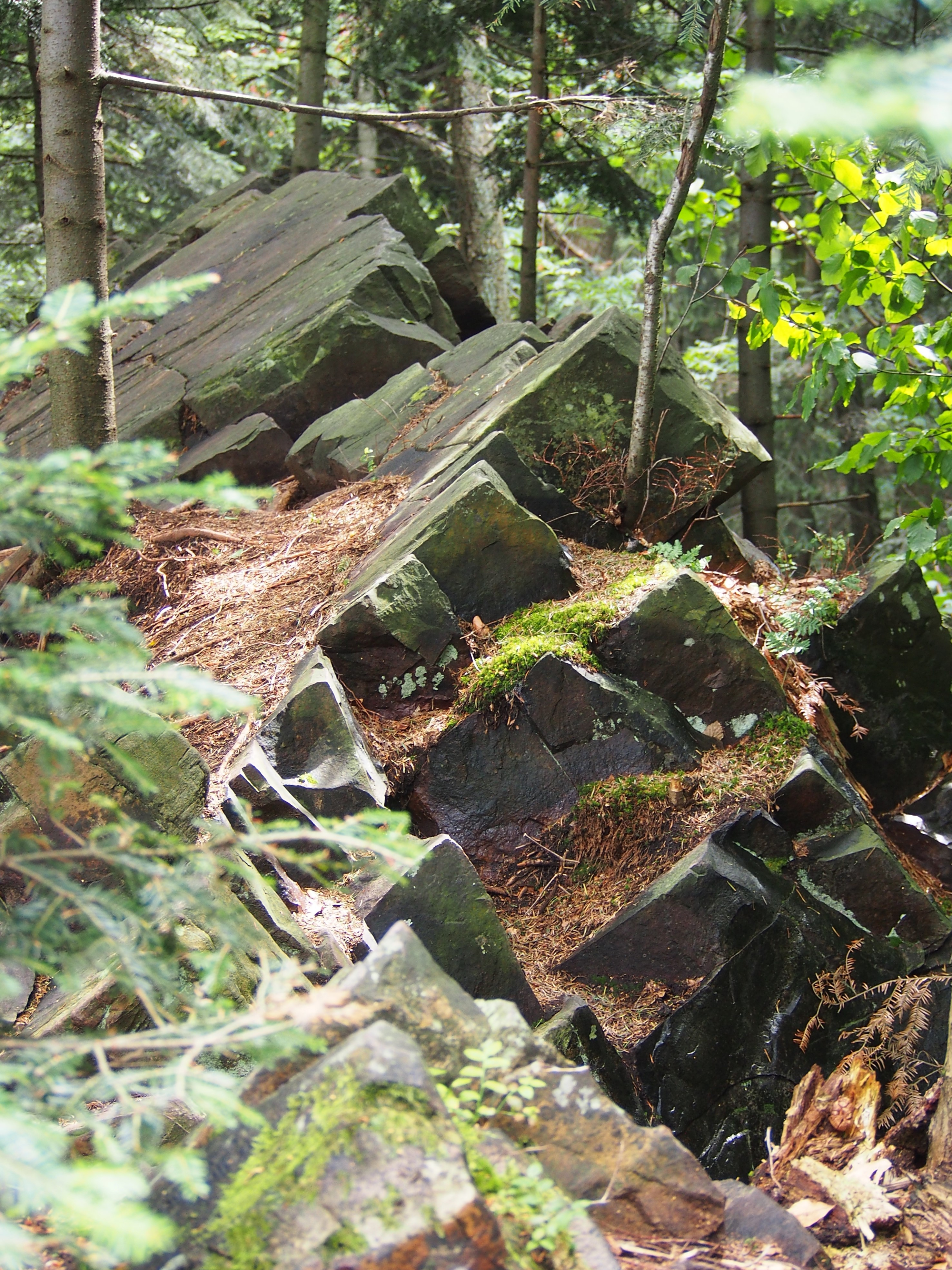
Skała Agaty, wschodni wierzchołek Łysicy